# Glucose-1,6-bisphosphate
Le glucose-1,6-bisphosphate est un organophosphate dérivé du glucose considéré comme un important régulateur du métabolisme des glucides. On a montré qu'il s'agit d'un puissant activateur de la phosphofructokinase (PFK) et de la phosphoglucomutase (PGM) du muscle squelettique en même temps qu'un inhibiteur de l'hexokinase, de la 6-phosphogluconate déshydrogénase de plusieurs tissus chez la souris ainsi que de la fructose-1,6-bisphosphatase dans le foie de bovins. Il interviendrait dans la signalisation cellulaire au niveau du métabolisme, notamment de l'affinité en oxygène des érythrocytes.
La concentration en glucose-1,6-bisphosphate dans les tissus est affectée par plusieurs facteurs. L'anoxie conduit à une chute rapide du taux de glucose-1,6-bisphosphate dans le cerveau. Le taux de glucose-1,6-bisphosphate décroît également dans le foie de souris diabétiques, ainsi que dans le muscle de souris présentant une dystrophie génétique, peut-être à la suite d'une augmentation de l'activité glucose-1,6-bisphosphatase.
Le taux de glucose-1,6-bisphosphate, qui est un inhibiteur de l'hexokinase, croît significativement (d'environ 25 %) après 5 minutes d'exercice physique puis décroît régulièrement. C'est un activateur allostérique de la phosphofructokinase, et sa concentration diminue dans les muscles de patients atteints de glycogénose type 5 (déficit en phosphorylase musculaire) et type 7 (déficit en phosphofructokinase musculaire). 
L'absorption régulière d'alcool chez l'homme accroît la concentration en glucose-1,6-bisphosphate avant l'apparition des premiers signes de myopathie ; lorsque celle-ci se déclare, le taux de glucose-1,6-bisphosphate revient à sa valeur normale. Ces changements pourraient contribuer au déclin des performances des muscles squelettiques.